# All That Breathes
All That Breathes ist ein Dokumentarfilm von Shaunak Sen. Der Film zeigt die Geschwister Mohammad Saud und Nadeem Shehzad, die gemeinsam mit ihrem Cousin Salik Rehman in Neu-Delhi verletzte Vögel retten und behandeln. All That Breathes feierte im Januar 2022 beim Sundance Film Festival seine Premiere und wurde hier als bester Dokumentarfilm ausgezeichnet. Im Rahmen der Filmfestspiele von Cannes erhielt der Film das L'Œil d'or und im Rahmen der Oscarverleihung 2023 eine Nominierung als bester Dokumentarfilm.

## Inhalt

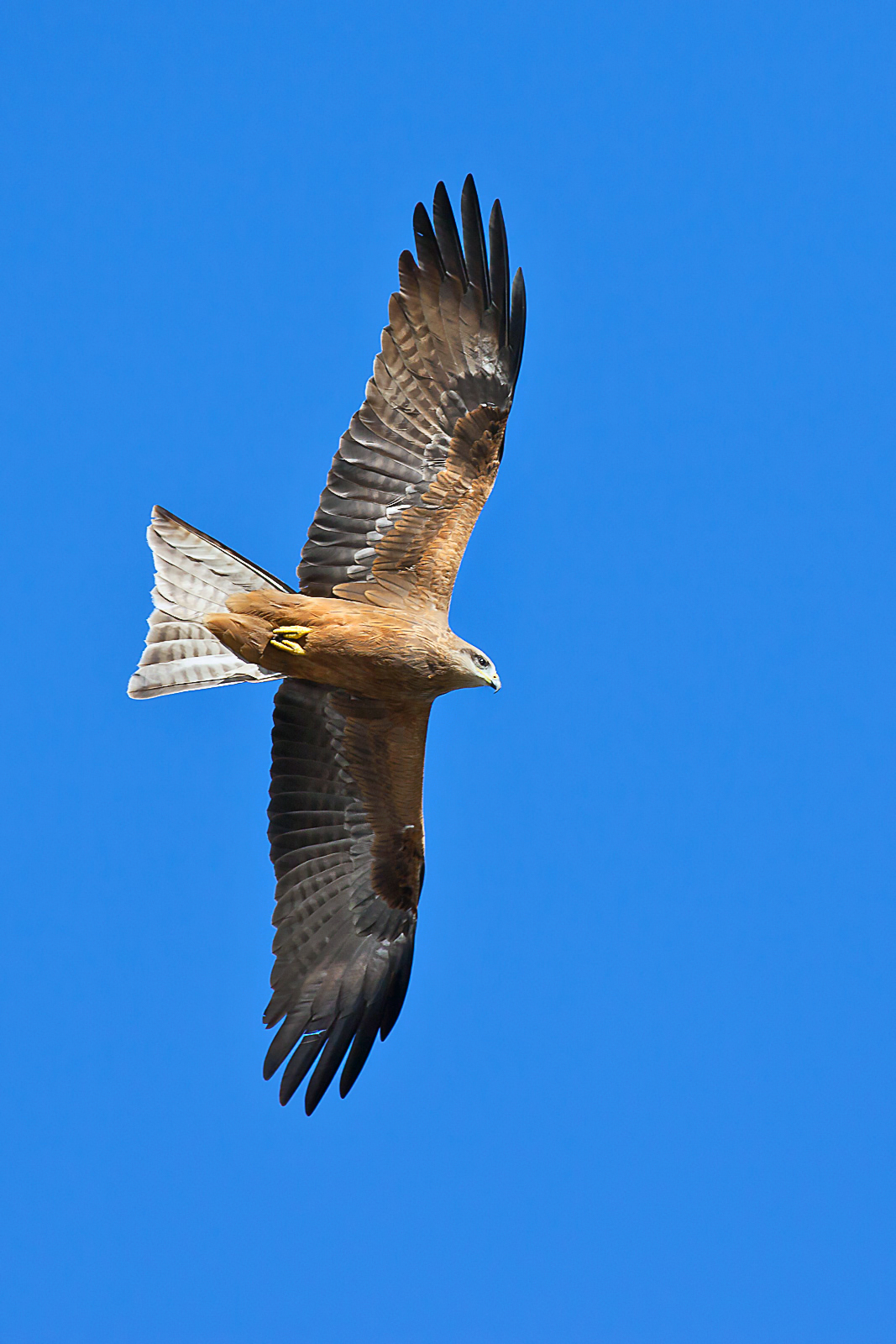
Die Geschwister Mohammad Saud und Nadeem Shehzad retten gemeinsam mit ihrem Cousin Salik Rehman in Neu-Delhi verletzte Vögel, vor allem Schwarzmilane

In Neu-Delhi, in einer atemlosen Atmosphäre, liegt die Bedrohung durch interreligiöse Massaker und Umweltzerstörung in der Luft. Zwei Brüder und deren Cousin widmen ihr Leben der Rettung der majestätischen, wandernden Schwarzmilane, deren Lebensraum durch menschliches Handeln zerstört wird.
Wegen der extremen Luftverschmutzung fallen die Vögel wortwörtlich vom smogverhangenen Himmel. Vor diesem apokalyptischen Hintergrund wirkt die Arbeit der Brüder Nadeem Shehzad, Mohammad Saud und ihres Cousins Salik Rehman wie ein aussichtsloser Kampf: Die drei haben sich der Rettung von Schwarzmilanen und Geiern verschrieben, die sie in ihrem Keller verarzten, den sie zu einem behelfsmäßigen Vogelkrankenhaus umgewandelt haben. Auf dem Dach päppeln sie die Vögel dann wieder auf. Als den Brüdern einst der erste Vogel vor die Füße fiel, brachten sie ihn zur Tierklinik, wo er als nicht-Vegetarier nicht behandelt wurde. Fleischfressende Vögel werden als muslimisch angesehen und gelten im Hinduismus als rituell unrein. In einem poetischen Moment im Film heißt es: „Man sagt im Islam, dass das Füttern von Milanen 'sawab' (religiöse Anerkennung) einbringt. Wenn sie das Fleisch essen, fressen sie deine Schwierigkeiten weg.“
Im Hintergrund breitet sich sektiererische Gewalt, ausgelöst durch ein umstrittenes Staatsbürgerschaftsgesetz, über die Stadt aus, das die muslimische Bevölkerung bedroht und das Gefühl einer Umgebung verstärkt, die sowohl erdrückend als auch aus dem Gleichgewicht ist. Als Muslime können sie die Vögel retten, aber der eigenen, religionsbegründeten Diskriminierung können sie nicht entgehen.

## Produktion
Regie führte der Inder Shaunak Sen. Es handelt sich nach dem Dokumentarfilm Cities of Sleep aus dem Jahr 2015 um seine zweite Regiearbeit. Produzenten waren neben ihm Aman Mann und Teddy Leifer, der Gründer von Rise Films, der bereits Dokumentarfilme wie Knuckle oder Dreamcatcher produzierte.
Die Filmmusik komponierte Roger Goula, der zuvor mit Mike Brett und Steve Jamison für deren Dokumentarfilm Next Goal Wins – Das Spiel ihres Lebens, mit Thomas Daley für dessen Thriller Tiger House und zuletzt mit Martin Owen für Killers Anonymous – Traue niemandem zusammenarbeitete. Im Oktober 2022 veröffentlichte Cognitive Shift den Soundtrack mit vier Musikstücken im EP als Download.
Die Premiere des Films erfolgte am 21. Januar 2022 beim Sundance Film Festival. Bei dem 75. Filmfestival in Cannes erklärte die Jury des „L'Œil d'or“, die sich aus Agnieszka Holland, Iryna Tsilyk, Pierre Deladonchamps, Alex Vicente und Hicham Falah zusammensetzte: „Das L’Œil d’or geht an einen Film, der uns in einer Welt der Zerstörung daran erinnert, dass jedes Leben wichtig ist und dass jede kleine Handlung zählt. Du kannst deine Kamera in die Hand nehmen, du kannst einen Vogel retten, du kannst auf der Jagd nach Momenten der Schönheit sein, es ist wichtig. Es ist eine inspirierende Reise durch die Beobachtung von drei Don Quijotes, die vielleicht nicht die ganze Welt retten, aber ihre Welt.“
Im Oktober 2022 wurde der Film beim London Film Festival und beim Hamptons International Film Festival gezeigt. Ebenfalls im Oktober 2022 kam der Film in die Kinos im Vereinigten Königreich und ausgewählte US-Kinos. Im November 2022 wurde All That Breathes beim Internationalen Filmfestival von Stockholm gezeigt. Im Januar 2023 wurde er beim Palm Springs International Film Festival vorgestellt. Im weiteren Laufe des Jahres 2023 soll der Film in das Programm von HBO und HBO Max aufgenommen werden.

## Rezeption

### Kritiken
Der Film konnte 99 Prozent aller bei Rotten Tomatoes erfassten Kritiker überzeugen bei einer durchschnittlichen Bewertung mit 8,3 von 10 möglichen Punkten. Auf Metacritic erhielt der Film einen Metascore von 88 von 100 möglichen Punkten.

### Auszeichnungen
Im IndieWire Critics Poll des Jahres 2022 landete All That Breathes unter den Dokumentarfilmen auf dem vierten Platz. Im Folgenden eine Auswahl von Nominierungen und Auszeichnungen.

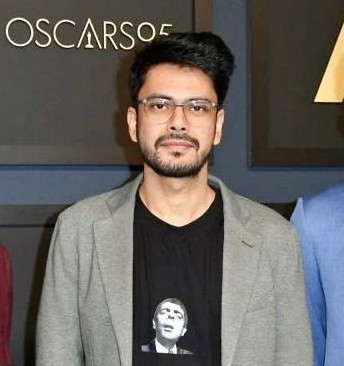
Regisseur Shaunak Sen bei der Oscarverleihung 2023

Alliance of Women Film Journalists Awards 2023
- Nominierung als Bester Dokumentarfilm (Shaunak Sen)[10]

American Society of Cinematographers Awards 2023
- Auszeichnung für die Beste Kameraarbeit – Dokumentarfilm (Ben Bernhard und Riju Das)[11]

British Academy Film Awards 2023
- Nominierung als Bester Dokumentarfilm[12]

British Documentary Awards 2023
- Auszeichnung als Best Single Documentary – International
- Auszeichnung als Best Cinema Documentary – Red Bull Studios[13]

Camerimage 2022
- Nominierung als Bester Dokumentarfilm[14]

Cinema Eye Honors Awards 2022
- Nominierung in der Kategorie Nonfiction Feature
- Nominierung für die Beste Regie (Shaunak Sen)
- Nominierung für die Beste Kamera
- Nominierung als Beste Produktion
- Nominierung für das Beste Sound-Design
- Nominierung für den Publikumspreis[15]

Gotham Awards 2022
- Auszeichnung als Bester Dokumentarfilm

IDA Documentary Awards 2022
- Auszeichnung mit dem Pare Lorentz Award
- Auszeichnung als Bester Dokumentarfilm
- Auszeichnung für die Beste Regie (Shaunak Sen)
- Nominierung für die Beste Kamera (Ben Bernhard, Riju Das und Saumyananda Sahi)
- Auszeichnung für den Besten Filmschnitt (Charlotte Munch Bengtsen)[16][17]

Independent Spirit Awards 2023
- Nominierung als Bester Dokumentarfilm[18]

London Critics’ Circle Film Awards 2023
- Nominierung als Bester Dokumentarfilm[19]

London Film Festival 2022
- Auszeichnung als Bester Dokumentarfilm mit dem Grierson Award (Shaunak Sen)[20][1]

National Board of Review Awards 2022
- Aufnahme in die Top Ten der Dokumentafilme[21]

Online Film Critics Society Awards 2023
- Nominierung als Bester Dokumentarfilm[22]

Oscarverleihung 2023
- Nominierung als Bester Dokumentarfilm (Shaunak Sen, Aman Mann and Teddy Leifer)[23]

Peabody Awards 2024
- Auszeichnung als Bester Dokumentarfilm[24]

Producers Guild of America Documentary Awards 2022
- Nominierung als Bester Dokumentarfilm[25]

Satellite Awards 2022
- Nominierung als Bester Dokumentarfilm[26]

Semana Internacional de Cine de Valladolid 2022
- Erstplatzierter in der Time of History Section
- Auszeichnung mit dem Fundos Award[27]

Sundance Film Festival 2022
- Auszeichnung mit dem World Cinema Grand Jury Prize: Documentary

Internationale Filmfestspiele von Cannes 2022
- Preisträger des „L'Œil d'or“ (des Goldenen Auges) für das beste Dokumentarfilm[28]